# A.C. Meyer
Adolf Frederik Charles Meyer, född 11 juni 1858 i Köpenhamn, död 7 augusti 1938 i Skodsborg, var en dansk socialdemokratisk politiker.
Meyer, som var son till en detaljhandlare, arbetade i sin ungdom i olika hantverksyrken, först som symaskinsarbetare, därefter som stuckatör och gipsgjutare. Han drogs tidigt med i den socialdemokratiska arbetarrörelsen, var redan 1876–1878 sekreterare i smedernas och maskinarbetarnas fackförening, var 1878 ledare för Socialdemokratisk Forbund och blev 1884 medarbetare i tidningen "Socialdemokraten". Åren 1895–1932 var han folketingsman för Köpenhamns 13:e valkrets.
Meyer hade stor betydelse, främst som agitator, för det danska socialdemokratiska partiet och hans poetiskt färgade vältalighet fann alltid stark genklang bland arbetarna. Han lade, vid sidan av den politiska agitationen, särskilt stor vikt vid att bibringa arbetarna kunskaper om marxismen (genom stiftandet av studieklubben "Karl Marx"), på att höja dem i fysiskt och moraliskt hänseende genom att bilda talrika idrottsföreningar och genom energisk nykterhetsagitation. Han var även verksam som skönlitterär författare; han skrev en rad diktsamlingar och ett par skådespel, som uppfördes på Arbejdernes Teater på Enghavevej. Hans på Nordisk Musikforlag 1900 utgivna Haandværkerviser nådde ut till en vidare krets.